# Кшук
Кшук — река на полуострове Камчатка в России. Длина реки — 36 км. Протекает по территории Соболевского района Камчатского края. Впадает в Охотское море.
Гидроним имеет ительменское происхождение.

## Данные водного реестра
По данным государственного водного реестра России относится к Анадыро-Колымскому бассейновому округу.
Код водного объекта в государственном водном реестре — 19080000212120000029281.